# Anello del Tirolo
L'Anello del Tirolo (in tedesco: Ring des Landes Tirol) è la più alta onorificenza concessa dallo stato federato austriaco del Tirolo.

## Storia
La decorazione è la più alta onorificenza distribuita dallo stato federato del Tirolo e venne istituita nel 1964 per premiare in maniera esclusiva quanti avessero compiuto servizi speciali nel campo dei lavori pubblici e privati nonché per il benessere generale o comunque che abbiano contribuito a promuovere lo sviluppo del Tirolo.
Le uniche limitazioni su questa onorificenza che sono stabilite da statuto sono che l'insignito non deve essere stato insignito di altre onorificenze del Tirolo (o se ne è stato insignito deve rinunciarvi per ottenere questa), che può essere concesso unicamente a non più di quindici persone in totale e che i criteri di selezione sono molto più severi che nelle altre onorificenze.

## Insegne
L'insegna della decorazione consiste in un anello (classe unica) in oro liscio 18K con impressa nella faccia superiore di forma ovale lo stemma del Tirolo. L'anello ha un'altezza totale di 27 mm ed una larghezza standard di 15 mm. Sull'anello è inoltre inciso il numero di concessione. Ogni anello è corredato da un apposito diploma.
Unitamente all'anello viene indossata anche una stella da indossarsi sulla parte sinistra del petto dell'insignito. Essa ha forma di stella raggiante stilizzata inscritta in un cerchio d'argento, riportante all'interno l'aquila del Tirolo in oro.